# Thomas Grumser
Thomas Grumser (* 6. November 1979) ist ein ehemaliger österreichischer Fußballspieler und nunmehriger -trainer.

## Karriere

### Als Spieler
Grumser begann seine Karriere beim FC Wacker Innsbruck. 1994 wechselte er zum FC Tirol Innsbruck. Sein Bundesligadebüt für Tirol Innsbruck gab er im Juni 1997 gegen den Linzer ASK. In der Saison 1999/2000 war er zudem Kooperationsspieler der WSG Wattens. Von Jänner bis Juli 2001 war er zudem an die Wattener verliehen. Nach der Auflösung von Tirol Innsbruck wechselte er 2002 zum Zweitligisten SV Wörgl. Zur Saison 2003/04 schloss er sich dem FC Lustenau 07 an. Von Sommer 2004 bis Jänner 2005 spielte er für den SC Untersiebenbrunn. 2005 spielte er für den Bundesligisten ASKÖ Pasching, für den er jedoch keinen Einsatz absolvierte. Im Sommer 2005 kehrte er zum Regionalligisten WSG Wattens zurück. Von 2008 bis 2011 ließ er seine Karriere bei den Amateuren von Wacker Innsbruck ausklingen.

### Als Trainer
Grumser arbeitete von 2007 bis 2008 als Jugendtrainer bei der WSG Wattens. Nach seinem Karriereende als Spieler wurde er Co-Trainer bei den Amateuren der Innsbrucker. Während dieser Zeit schloss er gegen Ende 2011 einen Aufbaulehrgang für Jugendtrainer ab und erlangte kurz zuvor die ÖFB-D-Lizenz. Im Sommer 2012 folgte ein Trainerlehrgang des Landesverbands. Nachdem Werner Löberbauer interimistisch die Profis übernommen hatte, fungierte Grumser in einem Spiel als Cheftrainer von Innsbruck II, danach wurde er wieder Co-Trainer. Zur Saison 2013/14 wurde er fester Trainer von Wacker II und erlangte zum Saisonende hin die UEFA-B-Lizenz.
Im April 2016 erhielt Grumser seine A-Lizenz als Trainer. Nach der Trennung von Maurizio Jacobacci im September 2016 wurde Grumser interimistisch Cheftrainer der Profis. Im Oktober 2016 wurde er vorerst bis zur Winterpause der Saison 2016/17 endgültig zum Cheftrainer ernannt. In der Winterpause 2016/17 übernahm Karl Daxbacher den Posten von Grumser und dieser wurde wieder Trainer der Amateurmannschaft. Mit dieser stieg er 2018, nachdem die erste Mannschaft in die Bundesliga aufgestiegen war, als Tabellenachter der Regionalliga West in die 2. Liga auf, nachdem kein anderer Verein eine Lizenz für die Bundesliga beantragt hatte.
Im März 2019 wurde er nach der Freistellung von Daxbacher wieder zum Trainer der ersten Mannschaft befördert. Im Oktober desselben Jahres erlangte er die UEFA-Pro-Lizenz und damit die höchste Trainerlizenz in Europa. Nach Abschluss der Spielzeit 2019/20 wurde Grumser durch Daniel Bierofka ersetzt.
Ab Juli 2021 war Grumser bei der Akademie Tirol als Trainer für die U15 tätig. Nach zwei Jahren als U-15-Trainer übernahm er im Sommer 2023 die sportliche Leitung der AKA Tirol und wurde zudem eine Saison lang Trainer der U-16-Akademieauswahl.